# Lomelosia sulphurea
Lomelosia sulphurea är en tvåhjärtbladig växtart som först beskrevs av Pierre Edmond Boissier och Huet, och fick sitt nu gällande namn av W. Greuter och Burdet. Lomelosia sulphurea ingår i släktet Lomelosia och familjen Dipsacaceae. Inga underarter finns listade i Catalogue of Life.